# Albert Snyers d'Attenhoven
Albert Snyers d'Attenhoven (Jeuk, 23 juli 1915 - Folkestone, 19 juli 2003) was een Belgisch senator.

## Levensloop
Snyers was een zoon van de landbouwingenieur Octave Snyers en van Henriette Jamotte. Hij trouwde met Geneviève Pirot (1926- ) en ze hadden vier kinderen.
Snyers promoveerde tot doctor in de rechten en licentiaat in het notariaat en vestigde zich eerst als notaris in Sint-Truiden. Na enkele jaren kon hij een benoeming in Brussel verwerven.
Tijdens de Tweede Wereldoorlog was hij actief in het leger en in het verzet.
Hij stichtte in 1961 de Parti Indépendant, die maar een gering succes had. Hij liet zich dan ook makkelijk overtuigen door Omer Vanaudenhove om nog datzelfde jaar bij de vernieuwde PVV-PLP aan te sluiten. Hij werd onmiddellijk lid van het nationaal bestuur en vicevoorzitter van de PVV-PLP.
In 1964 werd hij verkozen tot gemeenteraadslid van Brussel, waar hij van 1971 tot 1983 schepen van de regies en van de juridische zaken was. Ook zetelde hij van 1965 tot 1974 in de Senaat: van 1965 tot 1971 als rechtstreeks gekozen senator voor het arrondissement Brussel, van 1971 tot 1974 als gecoöpteerd senator. Hij zetelde hierdoor vanaf 1971 ook in de Cultuurraad voor de Franse Cultuurgemeenschap.
In 1947 mocht Snyers aan zijn naam 'd'Attenhoven' toevoegen. In 1975 werd hij in de erfelijke Belgische adel opgenomen met de persoonlijke titel van ridder, een titel die in 1988 overdraagbaar werd bij eerstgeboorte.